# مارتن باول (لاعب كرة قاعدة)
مارتن باول (بالإنجليزية: Martin Powell)‏ هو لاعب كرة قاعدة أمريكي، ولد في 25 مارس 1856 في فيتشبورغ في الولايات المتحدة، وتوفي بنفس المكان في 5 فبراير 1888 بسبب سل.